# 魏野
魏野（960年—1020年），字仲先，號草堂居士，陝州陝縣（今河南省三門峽市陝州區）人，宋朝詩人。

## 生平
終生布衣，築草堂於陝縣東郊。大中祥符四年（1011年），真宗西行汾水時被薦徵召，力辭不赴。結交三教九流，與寇準、王旦等往來，聲望在林逋之上。能詩，師法姚合、賈島，宋僧文瑩《玉壺野史》說：“詩固無飄逸俊邁之氣，但平樸而常不事虛語”。1019年（天禧3年）12月9日卒，年60。卒後贈秘書省著作郎。

## 著作
有《草堂集》，其子魏閑又輯《鉅鹿東觀集》十卷。四庫全書版本為《東觀集》。

## 傳記
《宋史》卷四五七、《東都事略》卷一一八有傳。

## 延伸阅读
[在维基数据编辑]
 《宋史/卷457》，出自脱脱《宋史》